# Gennadij Vasil'evič Kolbin
Gennadij Vasil'evič Kolbin (in russo Геннадий Васильевич Колбин?; Nižnij Tagil, 7 maggio 1927 – Mosca, 15 gennaio 1998) è stato un politico sovietico poi russo, primo segretario del Partito Comunista del Kazakistan dal 16 dicembre 1986 al 22 giugno 1989.

## Biografia
Kolbin non aveva mai operato nella Repubblica Socialista Sovietica Kazaka prima di essere posto a capo del partito comunista locale, nel 1986. Fu nominato primo segretario da Michail Gorbačëv in un tentativo di eliminare la corruzione all'interno del Partito comunista kazako, ma - da straniero in Kazakistan - non fu ben visto in quella nazione.
La sua nomina causò violente proteste nella capitale Almaty e in altre città kazake, con migliaia di protestanti feriti o uccisi. Questa rivolta è ora conosciuta come "Jeltoqsan", che in kazako significa "dicembre". È riferito nelle fonti che il dimissionario primo segretario Dinmuchamed Kunaev, era implicato nelle proteste, che videro protagonisti 60.000 manifestanti. Nel giugno del 1989 Kolbin fu rimpiazzato da Nursultan Nazarbaev e fu trasferito a Mosca.